# Narcissus broussonetii
Narcissus broussonetii là một loài thực vật có hoa trong họ Amaryllidaceae. Loài này được Lag. mô tả khoa học đầu tiên năm 1816.

## Hình ảnh

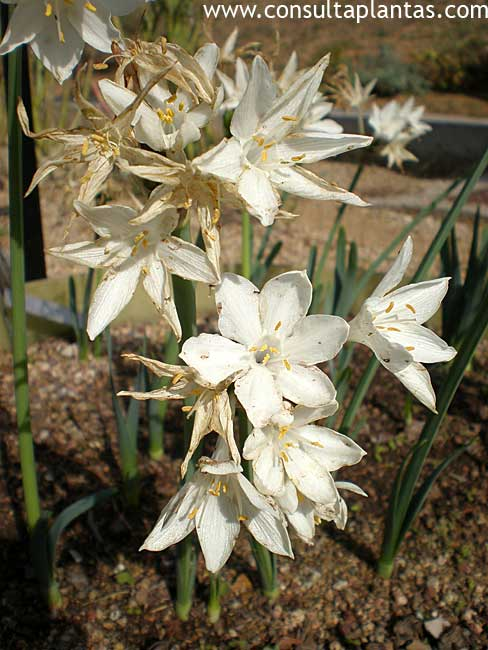